# Cartoomics
Cartoomics è una fiera fumetto nata nel 1992 e che attualmente si svolge a Rho. Inizialmente si era tenuta presso lo Spazio Milano Nord; dal 1996 la manifestazione si è trasferita nei padiglioni della Fiera di Milano e dal 2009 nelle nuove strutture di Fieramilanocity. L'edizione 2013 ha raggiunto i 50 000 visitatori.

## Edizioni

### Anni novanta
La quarta edizione si è svolta dal 14 al 17 marzo 1996 in Milano Fiera. Dedicata al centenario del fumetto, viene istituita la mostra "Le tavole raccontano" dedicata a tale ricorrenza e un convegno con ospiti Guido Crepax, Milo Manara e Sergio Bonelli. La rassegna cinematografica "I film di carta" a cura di Claudio Bertieri sul rapporto fra cinema e fumetto. Circa 80 espositori per una superficie di cinquemila metri quadrati.
La sesta edizione si è svolta dal 4 al 7 marzo 1999 in Fiera Milano, padiglione 25/a. Questa edizione è dedicata ai manga e agli anime e presenta la mostra "Manga Attack" che racconta le origini dei fumetti giapponesi, con ospite nell'ultima giornata Jirō Taniguchi. Presenti inoltre una mostra dedicata a Zorry Kid di Jacovitti e alla rivista Il Giornalino, e una rassegna di film d'animazione giapponese con incontri con i doppiatori.
Dal 1994 al 2005 il direttore artistico degli eventi live, con il 'Cartoomics Plaza', un palco con ospiti i doppiatori per la prima volta in una fiera del fumetto, cantanti come Elisabetta Viviani e personalità dello spettacolo, è stato Nicola Bartolini Carrassi 

### Anni 2000
La settima edizione si è svolta dal 2 marzo al 5 marzo 2000 in Milano Fiera. Con la dedica "Sotto il segno dell'eroe", ha presentato una mostra curata da Gianni Bono e Sergio Giuffrida dedicata agli eroi dei fumetti, con una mostra a parte dedicata a Tarzan, esposizioni personali di Luis Royo e John Buscema. La sezione cinema ha presentato una copia restaurata di Little Annie Rooney e anteprime di animazioni giapponesi. Tra gli autori presenti per incontri con il pubblico Leone Cimpellin. Circa 300 stand di espositori.
La decima edizione si è svolta dal 21 al 23 marzo 2003 in Fiera Milano, padiglione 9/1. Questa edizione è dedicata alle coppie nel fumetto, con mostre su Max e Moritz, Ratman e piccettino (il suo orso di pezza), Diabolik e Eva Kant, una con vignette su Bush e Saddam Hussein. Ospite André Juillard disegnatore di Blake e Mortimer
La 13ª edizione 2006 si è svolta da venerdì 24 marzo a domenica 26 marzo 2006 nel padiglione 9/2 di fieramilanocity a Milano.
Il tema dell'edizione era Pirati!, con esposizioni a tema.
Esad Ribić e Charles Berberian sono stati gli ospiti speciali dell'edizione. Una trentina di tavole originali di Sergio Toppi sono state esposte a cura della Crapapelada.
La 14ª edizione si è svolta dal 23 al 25 marzo 2007 alla Fiera di Milano, padiglione 10 ed è stata dedicata all'illustratore e scenografo Emanuele Luzzati. Tra le iniziative, una mostra dedicata ai personaggi creati da Nino Pagot, come I fratelli Dinamite o Calimero, la mostra sui congegni usati da Diabolik, una mostra per il trentennale di SuperGulp! Fumetti in TV, una mostra per il trentacinquennale di Lady Oscar, un omaggio a Cocco Bill e una sala con i cartoni animati e fumetti dedicati ai Beatles. Nella consueta gara di cosplay è ospite d'onore Yaya Han. La notte tra sabato e domenica è stato trasmesso "la notte dei Cartoonivori", un programma di nove ore di trasmissione di cartoni animati.
La 15ª edizione si è svolta dal 28 al 30 marzo 2008 in Fieramilanocity, padiglioni 7 e 10. Tra le iniziative la celebrazione del centennale del Corriere dei Piccoli. Tra gli ospiti Bruno Bozzetto, Iginio Straffi, Andrea G. Pinketts, Claudio Bertieri, Claude Moliterni, Alfredo Castelli, Giancarlo Berardi, Andrea Carlo Cappi, Giuseppe Di Bernardo, Sergio Toppi, Leone Cimpellin, Daniele Caluri e Paolo Cossi.
La 16ª edizione si è svolta dal 27 al 29 marzo 2009 a Fieramilanocity, padiglione 4. Questa edizione è stata dedicata al trentennale dello sbarco sulla Luna, con una mostra che presenta il primo numero di Amazing Stories, le illustrazioni per i romanzi di Jules Verne e vari personaggi del fumetto di fantascienza, come Buck Rogers, Flash Gordon, Eta Beta, I Pronipoti e Nathan Never. Dedica inoltre una mostra al bicentenario della nascita di Edgar Allan Poe con una mostra di fumetti ispirati alle sue storie.

### Anni 2010
Nel 2010 l'azienda Italia Crea rileva da Fiera Milano Tech la guida della manifestazione La fiera si è svolta dal 26 al 28 marzo 2010 a Fieramilanocity, padiglione 2 e viene intitolata "Salone del Fumetto, dei Cartoons, del Collezionismo e dei Games", incorporando al suo interno anche Ludica, manifestazione dedicata al gioco e al videogioco, organizzata sempre da Italia Crea.
Questa edizione è stata dedicata alla città, come compare nelle storie a fumetti, che viene illustrata in una mostra divisa in due sezioni, la prima che visita città reali e immaginarie, in un giro del mondo che comprende New York, Gotham City e Clerville, mentre la seconda è incentrata su Milano e su come compare nei vari fumetti. Continua ad ampliarsi lo spazio dedicato al gioco da tavolo e ai videogiochi e per la prima volta parte della manifestazione si svolge al di fuori della fiera di Milano: al cinema Palestrina si svolge una rassegna dedicata all'animazione.
L'edizione registra l'afflusso di circa 30 000 visitatori.
Nel 2011 la manifestazione si tiene ancora a Fieramilanocity dall'11 al 13 marzo. Il manifesto ufficiale è opera di Andrea Domestici, mentre Massimiliano Frezzato realizza quello di Horror &motion, una serie di incontri, documentari, dibattiti e proiezioni curata dal giornalista e critico cinematografico Filippo Mazzarella dedicati al cinema horror organizzata nell'ambito di Cartoomics che si è svolta dall'8 all'11 marzo presso il Centro Congressi della Provincia di Milano, visitata da circa 33 000 persone.
L'edizione 2012 diretta da Filippo Mazzarella e intitolata "Salone del Fumetto, Cartoons, Cosplay, Fantasy e Collezionismo" si svolse dal 16 al 18 marzo, nuovamente negli spazi di Fieramilanocity. Comprende una mostra dedicata ai 50 anni del fumetto Diabolik e include la sesta edizione di Ludica la sezione della fiera dedicata ai giochi da tavolo e ai videogiochi. Seguendo la formula di "Horror &motion" dell'anno precedente la fiera viene preceduta dalla Cartoomics Week una serie di eventi organizzati nei quattro giorni precedenti in più di 50 luoghi diversi (tra locali, bar, ludoteche, teatri e luoghi d'incontro), con un minifestival dedicato al cinema d'animazione e di genere all'Arcobaleno Film Center di Milano Tra gli eventi c'è l'incontro con Marjane Satrapi e con il regista francese Vincent Paronnaud in occasione dell'anteprima italiana del film Pollo alle prugne, tratto dall'omonimo romanzo a fumetti della fumettista e sceneggiatrice iraniana, l'incontro per celebrare il trentennale di Martin Mystère cui prendono parte il suo creatore Alfredo Castelli e Raul Cremona, in arte Mago Oronzo, l'incontro con il regista Maurizio Nichetti seguito dalla proiezione del film Volere volare e infine l'appuntamento con il regista Jacques-Remy Girerd, cui segue la proiezione di Mià e il Migù. Giuseppe Palumbo firma l'illustrazione del manifesto di Cartoomics dedicato ai 50 anni di Diabolik, mentre il poster di Comics Week è realizzato all'artista milanese Dario Arcidiacono. Silver è l'autore del manifesto per Ludica.
Questa edizione raggiunge i 42 000 visitatori.
L'edizione 2013 intitolata "Il Salone del fumetto, Cartoons, Cosplay, Fantascienza, Fantasy e Collezionismo", ha 50 000 visitatori. Le novità di questa edizione sono:
- il trasferimento negli spazi del polo fieristico di Fieramilano a Rho-Pero[33];
- la "separazione" da Ludica, che diventa anche di fatto una fiera completamente autonoma, con un padiglione diverso da quello di Cartoomics (anche se collegato)[34];
- la creazione di nuovi spazi tematici, come "La Foresta Magica"[33] (dedicata al Fantasy), l'Area Action[33] e il palco del Live Stage con megaschermo[35] e il grande spazio di "Cosplay City"[36], dedicato ai cosplayer;
- anteprime cinematografiche e televisive[33];
- la prima edizione del "Fan Film Festival" (primo concorso dedicato ai cortometraggi autofinanziati e a basso budget, realizzati da autori che si ispirano al grande mondo del cinema di fantascienza e horror, all'universo dei fumetti e delle graphic novel, ai videogames) e la nuova iniziativa del "Movie Makers Lab", con workshop per imparare a realizzare un film di genere[37].

Anche quest'anno vengono organizzati appuntamenti fuori dalla manifestazione, con rassegne di film, anteprime, incontri. Tra gli eventi in cartellone la "Maratona X-Files" celebra il ventennale della serie televisiva con una selezione di 10 episodi, proiettati senza soluzione di continuità l'11 marzo al cinema Palestrina. All'Arcobaleno Film Center vengono presentati, tra l'altro, il manga Kagemaru den di Sampei Shirato nella versione cinematografica sperimentale realizzata nel 1967 dal regista giapponese Nagisa Ōshima e le anteprime milanesi di quattro lungometraggi horror: Naftalina di Ricky Caruso, Morituris di Raffaele Picchio, A Pezzi-Undead Men di Daniele Statella e Alessia Di Giovanni e Hidden in the Woods del cileno Patricio Valladares (gli ultimi due accomunati dalla sceneggiatura di Andrea Cavaletto, uno degli autori di Dylan Dog). Il 13 marzo, sempre al cinema Arcobaleno, è la volta dell'Iron Man Day, nel corso del quale, oltre a Iron Man, Iron Man 2 e The Avengers, vengono proiettati, in anteprima assoluta per l'Italia e in contemporanea con gli Stati Uniti, due trailer di Iron Man 3, uscito nelle sale italiane il successivo 24 aprile. Per quanto riguarda gli incontri, infine, va segnalato quello tenuto con Bruno Bozzetto allo WOW Spazio Fumetto, il museo del fumetto, dell'illustrazione e dell'immagine animata di Milano, in occasione del 75º compleanno dell'autore del Signor Rossi.

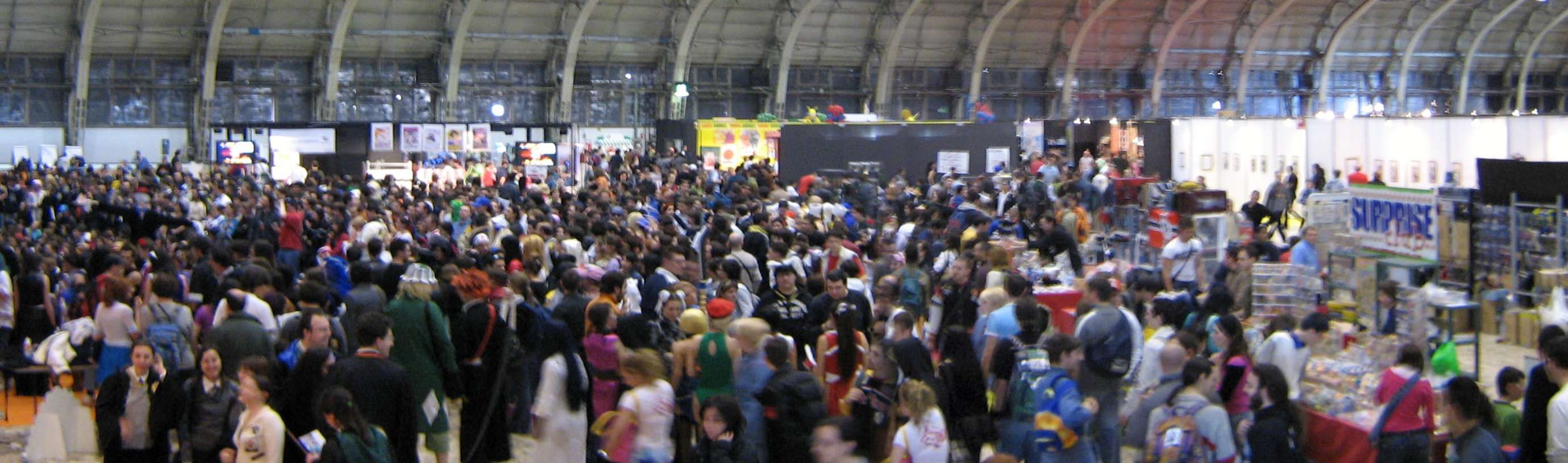